# Joachim von Elbe
Joachim Hans Emil von Elbe (* 2. Juni 1902 in Hamm; † 8. Juni 2000 in Madison, USA) war ein deutsch-US-amerikanischer Jurist und Diplomat.

Unterschrift Joachim von Elbe, Autograph in einem Exemplar seiner Autobiografie Unter Preußenadler und Sternenbanner

## Leben
Seine direkten Vorfahren wurden 1884 nobilitiert. Joachim von Elbe wurde als drittes von fünf Kindern des Landrats Kurt von Elbe (1871–1957) und seiner Frau Käthe, geb. Freiin von Richthofen (1876–1962) am 2. Juni 1902 in Hamm in Westfalen geboren. Sein Urgroßvater war der preußische Diplomat Emil von Richthofen und seine eine Großmutter Käthe war die Tochter des Bankiers Paul Mendelssohn-Bartholdy.
Er wuchs in Neuwied auf, besuchte dort seit 1911 das Gymnasium (heute: Werner-Heisenberg-Gymnasium Neuwied) und machte 1920 sein Abitur. Im selben Jahr nahm von Elbe das Studium der Rechts- und Staatswissenschaften an der Universität in Hamburg auf. Dieses setzte er zum Wintersemester 1920 in Kiel fort und wechselte zum Sommersemester 1922 nach an die Humboldt-Universität zu Berlin. Joachim von Elbe promovierte 1925 zum Dr. jur. über das Thema Die Verwaltungsgerichtsbarkeit nach den Gesetzen der Länder.
Im Jahr 1924 legte von Elbe die erste juristische Staatsprüfung am Kammergericht in Berlin ab. Danach trat er noch im selben Jahr in den Dienst als Rechtsreferendar am Amtsgericht Berlin-Charlottenburg ein. Noch 1924 wechselte er als Regierungsreferendar in die Bezirksregierung von Gumbinnen nach Ostpreußen, anschließend in das Landratsamt von Goldap. 1926 setzte er seine Ausbildung in Königsberg fort. Anfang 1928 schloss er seine Ausbildung mit dem 2. Staatsexamen ab und wurde zum Regierungsassessor im Kreis Templin in der Uckermark ernannt.
Auf Grund der nationalsozialistischen Rassegesetze – er galt als „Mischling 2. Grades“ und war damit vom Staatsdienst ausgeschlossen – ging von Elbe zunächst als Rechtsberater des Senats in die Freie Stadt Danzig, um schließlich 1934 in die USA zu emigrieren. Hilfreich waren dabei Empfehlungsschreiben, die Manina zu Wied von amerikanischen Freunden besorgt hatte.
In den Vereinigten Staaten studierte er an der Yale University in New Haven, Connecticut, amerikanisches Recht. 1941 wurde er amerikanischer Staatsbürger und ein Jahr später, Oktober 1942, in die US Army eingezogen und im „Military Intelligence Training Center“ in Camp Ritchie, Maryland in psychologischer Kriegführung ausgebildet. 1946 kehrte er als Mitglied der Rechtsabteilung der US-Militärregierung nach Deutschland zurück und begleitete im Westen Deutschlands den Übergang zur Demokratie und zum souveränen Staat. Mit der endgültigen Ablösung der Militärregierung am 5. Mai 1955 und der Einrichtung der US-Botschaft wechselte von Elbe in den Botschaftsdienst und blieb dort bis 1969.
Im Ruhestand beschäftigte sich Joachim von Elbe mit der römischen Geschichte in Deutschland und schrieb die beiden autobiografische Werke Unter Preußenadler und Sternenbanner und Witness to History.

## Werke
- Die Verwaltungsgerichtsbarkeit nach den Gesetzen der Länder. (Diss.), Berlin 1925.
- Die Römer in Deutschland. Ausgrabungen, Fundstätten, Museen. Berlin 1977.
- Unter Preußenadler und Sternenbanner. Ein Leben für Deutschland und Amerika. München 1983.
- Unser römisches Erbe. Frankfurt 1985.
- Witness to History. A Refugee from the Third Reich Remembers. Madison 1988.